# Бокель (Пиннеберг)
Бокель (нем. Bokel) — община в Германии, в земле Шлезвиг-Гольштейн.
Входит в состав района Пиннеберг. Подчиняется управлению Хёрнеркирхен. Население составляет 638 человек (на 31 декабря 2010 года). Занимает площадь 16,02 км².